# Moabština

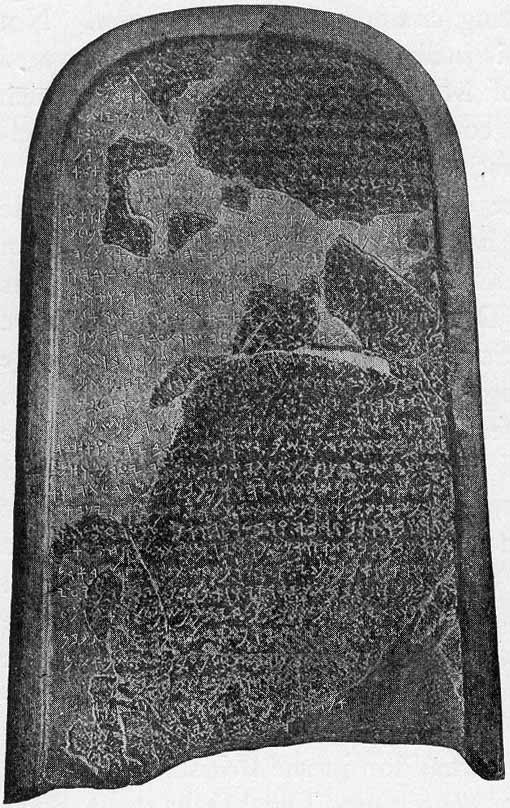
Méšova stéla (cca 9. stol. př. n. l.)

Moabština je severozápadní semitský jazyk, jeden z kenaánských dialektů. Hovořilo se s ní v Moabu, tj. na jihovýchodním břehu Mrtvého moře přibližně od 12. století př. n. l. do 6. století př. n. l.
Moabština je známa jen z několika nápisů, z nichž jen jeden je dostatečně dlouhý pro jazykovou analýzu, a tím je Méšova stéla. Proto jsou naše znalosti tohoto jazyka značně omezené. Z rozboru Méšovy stély vyplývá, že moabština je velmi úzce příbuzná klasické (biblické) hebrejštině, oba jazyky lze považovat za dialekty jednoho kenaánského jazyka. Shodují se nejen ve slovní zásobě a morfologii, ale i syntaxi a např. v použití konsekutivního imperfekta (právě toto konsekutivní imperfektum je jedním z hlavních rozlišujících znaků hebrejské skupiny od skupiny fénické). Jako charakteristické prvky moabštiny oproti hebrejštině či féničtině lze uvést např.:
- koncovka plurálu maskulina „נ“ (n);
- zachování koncovek „ת“ (t) pro f. sg.;
- kontrakce sloves tertiae yod, ale chybějící kontrakce sloves tertiae waw;
- Zájmenné sufixy 3. m. a f. jsou „ה“, i když se jedná patrně jen o historický, nikoli fonetický zápis.
- zájmena „זאת“ aj. se chovají jako příklonky, nikoli jako adjektiva, a v postavení za substantivem se členem samy člen nepřibírají.
- došlo ke stažení diftongů, jež se odráží ve vymizení znaků označující tyto diftongy v textu. Výjimkou je uchování těchto znaků (i hlásek?) na konci slova.